# Skyddsmakt
Skyddsmakt kallas den stat som skyddar ett annat lands intressen i ett tredje land, när dessa länder själva saknar diplomatiska förbindelser eller tillfälligt dragit bort sin beskickningspersonal därifrån.
Uppdraget som skyddsmakt regleras dels i Wienkonventionen om diplomatiska förbindelser, artikel 45 och 46, dels i Wienkonventionen om konsulära förbindelser, artikel 8.

## Oman som skyddsmakt
Oman valdes samtidigt[när?] till att representera iranska intressen i Storbritannien.

## Schweiz som skyddsmakt
Schweiz är ett land som historiskt innehaft många mandat som skyddsmakt. Idag har landet endast några få kvar:
- Att skydda amerikanska intressen i Iran då en amerikansk intressesektion inhystes i den schweiziska ambassaden. (1981 övertog Schweiz den stormade amerikanska ambassaden i Teherans uppgifter.) Irans intressen i USA skyddas av Pakistan.
- Att representera amerikanska intressen i Kuba. Även om den amerikanska intressesektionen i Havanna är en självständig byggnad med amerikansk personal styrs den formellt av Schweiz.[7] Schweiz representerar även Kubas intressen i USA.
- Att representera Georgien och Ryssland i vardera länder som en följd av att länderna bröt förbindelserna efter kriget i Sydossetien 2008.
- Att representera Iran i Egypten.

## Polen som skyddsmakt
Polen var en kort tid under 2012 skyddsmakt åt USA i Syrien, i samband med syriska inbördeskriget, en uppgift som efter ett tag överläts till den tjeckiska ambassaden.

## Sverige som skyddsmakt
Sverige är skyddsmakt åt ett flertal västerländska länder i Nordkorea, bland annat de övriga nordiska länderna, de baltiska staterna, samt USA och Kanada genom den svenska ambassaden i Pyongyang. Sedan sommaren 2012 är även den svenska ambassaden i Irans huvudstad Teheran skyddsmakt åt Storbritannien eftersom den brittiska ambassaden stormades till följd av ökade sanktioner mot Iran på grund av landets kärnkraftsfråga. Sverige har vid tidigare tillfällen varit skyddsmakt åt Storbritannien i Iran, bland annat 1980 (i samband med iranska revolutionen) och under en kort tid 1988 (Salman Rushdie-affären).